# إرنست كلي
إرنست كلي (بالألمانية: Ernst Klee)‏ (و. 1942 – 2013 م) هو صحفي، وصانع أفلام، ومؤرخ العصر الحديث، ومؤرخ، وكاتب ألماني، ولد في فرانكفورت، توفي في فرانكفورت، عن عمر يناهز 71 عاماً.

## جوائز
حصل على جوائز منها:
- درع غوته التكريمي لمدينة فرانكفورت  [لغات أخرى]‏ (2001)
- جائزة أخوة شول [الإنجليزية]‏ (1997)
- Kurt Magnus Award  [لغات أخرى]‏
- جائزة جريم [الإنجليزية]‏
- Baden-Baden Festival of TV Films  [لغات أخرى]‏
- ميدالية فيلهام لاوشنر  [لغات أخرى]‏.

## وصلات خارجية
- إرنست كلي على موقع IMDb (الإنجليزية)
- إرنست كلي على موقع مونزينجر (الألمانية)
- إرنست كلي على موقع قاعدة بيانات الأفلام السويدية (السويدية)
- إرنست كلي على موقع كينوبويسك (الروسية)

- إرنست كلي في قاعدة بيانات الأفلام على الإنترنت